# Bacino Permiano
Il Bacino Permiano (in inglese Permian Basin) è un bacino sedimentario che si estende nella parte occidentale del Texas e in Nuovo Messico. Il bacino, il cui nome deriva da Permiano, un'era geologica, è un importante giacimento di idrocarburi.